# Kertész István (történész)
Kertész István (Budapest, 1942. augusztus 19. –) ókortörténész, sporttörténész, professzor emeritus, a hellenizmus, ókori görög és római hadtörténet és az ókori olümpiai játékok kutatója. Több mint 30 tudományos és ismeretterjesztő könyv és közel 300 szakmai publikáció fémjelzi pályafutását.

## Pályafutása
1967-ben szerezte diplomáját az ELTE Bölcsészettudományi Kar latin–magyar–történelem tanári szakán. Szakdolgozatának címe „Pergamon és Róma kapcsolatai”. 1969-ben doktorált, disszertációjának címe „Az Attalidák valláspolitikája a pergamoni állam önállósága idején Kr. e. 283-133”. Ugyanebben az évben az ELTE oktatója lett, később tudományos munkatárs, adjunktus és docens. 1982-ben „Pergamon politikai szerepe Róma és a hellénisztikus világ kapcsolatrendszerében” címmel védte meg kandidátusi értekezését. 1999-ben védte meg akadémiai doktori értekezését „Hellénisztikus történelem” címmel, 2001-ben habilitált az ELTE Bölcsészettudományi Karán „A hellénisztikus Pergamon” c. előadásával.
2012-ben belekeveredett Schmitt Pál plágiumügyébe, mint a doktori dolgozat egyik bírálója. A disszertáció értékelésének hét oldalából ötön a munka hiányosságait sorolta fel.

## Könyvei
- 1983: A hódító Róma, Budapest, Kossuth Kiadó
- 1985, 1987, 1999: Ókori hősök, ókori csaták, Tankönyvkiadó, Korona Kiadó
- 1988, 2002: Héraklész unokái, Budapest, Kossuth Kiadó, Mundus
- 1989, 2000: Antik harcmezőkön, Tankönyvkiadó, Korona
- 1990: A görög-perzsa háborúk, Budapest, Zrínyi Katonai Kiadó
- 1991, 2006: Nagy Sándor hadinépe, Budapest, Zrínyi Katonai Kiadó
- 1992, 2006: Hellén államférfiak, Kossuth Kiadó, TKK, Debrecen
- 1992: Az ókori görögök és rómaiak története. IKVA
- 1992: Nagy Sándor és a hellénizmus alapvetése. IKVA
- 1992: Híres és hírhedt római Caesarok, Kossuth Kiadó
- 1995: Római regék, Lord Könyvkiadó
- 1995: Sport, pénz és csábítás az Olümposz alján, MOA.
- 1996, 2002: Az ókori olümpiai játékok története. Nemzeti Tankönyvkiadó
- 1999: The History of the Ancient Olympic Games. Textbook for the Students of HUPE
- 2000: Hellénisztikus történelem, História Könyvtár Monográfiák 13. szerk. Glatz Ferenc, 2000. MTA Történettudományi Intézete
- 2001, 2007: A görög sport világa, Nemzeti Tankönyvkiadó
- 2002: Botrányok az ókorban, Mundus
- 2004: Híres és hírhedt római császárok, TKK, Debrecen
- 2006: „Zur Sozialpolitik der Attaliden”. Kleine Schriften zur Geschichte, Religion und Körperkultur der Antike. EKF, Líceum Eger
- 2008: Ez történt Marathónnál, TKK, Debrecen
- 2008: Ez történt Olümpiában, TKK. Debrecen
- 2009: Ez történt Hellaszban – Az ókori Görögország története, TKK. Debrecen
- 2011: Hannibal – A pun háborúk kora, TKK. Debrecen
- 2011: A hellénizmus története; EKF Líceum, Eger
- 2013: Botrányok az ókorban. Ez is történelem...; Kossuth, Bp.
- 2014: A hódító Róma; átdolg., bőv. kiad.; EKF Líceum, Eger (Pandora könyvek)
- 2015: Regélő Róma. Ez is történelem...; átdolg. kiad.; Kossuth, Bp.
- 2016: A hódító Róma. E-book, Kossuth
- 2017: A görög-római hadművészet fejlődése a trójai háborútól Julius Caesar koráig. Zrínyi Kiadó
- 2019: A hódító Róma. 3. átdolgozott kiadás, Kossuth
- 2020: Ókori hősök. Kossuth
- 2022: Nagy Sándor, a hódító. Kossuth
- Híres és hírhedt római császárok; 2. bőv. kiad.; Kocsis, Budapest, 2022
- 2023: Hannibal – A pun háborúk kora, Kocsis Kiadó
- 2023: Az ókor olimpiai játékai, Rubicon Intézet
- 2024: Hellász csillagai, Kocsis Kiadó

## Díjak
- A Magyar Érdemrend tisztikeresztje (2021)